# Shuntarō Furukawa
Shuntarō Furukawa  (jap. 古川 俊太郎 Furukawa Shuntarō; * 10. Januar 1972 in Tokio) ist ein japanischer Manager und seit 2018 der sechste Präsident in der Firmengeschichte des Videospiel-Herstellers Nintendo.

## Leben
Furukawa wurde am 10. Januar 1972 in der Präfektur Tokio geboren und studierte bis 1994 an der politik- und wirtschaftswissenschaftlichen Fakultät der Waseda-Universität (早稲田大学政治経済学部 Waseda daigaku seijikeizaigakubu). Im gleichen Jahr trat er Nintendo bei und war dort in verschiedenen Bereichen des Rechnungswesens, insbesondere im Controlling, tätig; u. a. verbrachte er in dieser Zeit 10 Jahre beim europäischen Nintendo-Tochterunternehmen „Nintendo of Europe“ in Frankfurt am Main. 2012 wurde er in den Vorstand des Teilunternehmens The Pokémon Company gewählt. Nachdem Tatsumi Kimishima im September 2015 übergangsweise zum Nachfolger des verstorbenen Nintendo-Präsidenten Satoru Iwata bestimmt worden war, gehörte Furukawa zu Kimishimas Favoriten als neuer Präsident und wurde dementsprechend gefördert: 2015 wurde er zum Bereichsleiter der Unternehmensplanung (経営企画室長 Keiei kikaku shitsuchō) ernannt und 2016 u. a. in den Vorstand gewählt. Darüber hinaus war Furukawa in der Vermarktung der Nintendo Switch beteiligt und trug somit maßgeblich zu deren Erfolg bei.
Die zufriedenstellende Unternehmensbilanz von Nintendo für das Geschäftsjahr 2018, das am 31. März 2018 endete, ermöglichte den seit 2015 geplanten Präsidentenwechsel, sodass Furukawa am 28. Juni 2018 im Alter von 46 Jahren zum Nachfolger Kimishimas ernannt wurde.